# Dalbergia albiflora
Dalbergia albiflora är en ärtväxtart som beskrevs av John Hutchinson och John McEwan Dalziel. Dalbergia albiflora ingår i släktet Dalbergia, och familjen ärtväxter.

## Underarter
Arten delas in i följande underarter:
- D. a. albiflora
- D. a. echinocarpa